# ديفيد بير
ديفيد بير (بالإيطالية: David Per) (و. 1995  م) هو راكب دراجة هوائية، من سلوفينيا.

## سباقات أو مراحل فاز بها
| التاريخ        | السباق                                                                        | المركز                   |
| -------------- | ----------------------------------------------------------------------------- | ------------------------ |
| 14 فبراير 2016 | جي بي لاغونا 2016                                                             | المركز الثاني            |
| 09 أبريل 2016  | روند فان فلانديرن بيلوفتن 2016                                                | الفائز في التصنيف العام  |
| 10 يونيو 2016  | بطولة سلوفينيا لسباق الدراجات على الطريق - سباق ضد الزمن 2016                 | المركز الثالث            |
| 10 يونيو 2016  | سباق الطريق ضد الساعة للرجال تحت 23 سنة في بطولة سلوفينيا لسباق الدراجات 2016 | المركز الثاني            |
| 26 يونيو 2016  | سباق الطريق للرجال في بطولة سلوفينيا لسباق الدراجات 2016                      | المركز الثالث            |
| 26 يونيو 2016  | سباق الطريق للرجال تحت 23 سنة في بطولة سلوفينيا لسباق الدراجات 2016           | الفائز في التصنيف العام  |
| 27 مايو 2018   | طواف اليابان 2018                                                             | التاسع في تصنيف أفضل شاب |
| 07 أبريل 2019  | جي بي أدريا موبيل 2019                                                        | الرابع في التصنيف العام  |
| 09 يونيو 2019  | 2019 Tour of Bihor                                                            | التاسع في تصنيف النقاط   |
| 28 مارس 2021   | جي بي أدريا موبيل 2021                                                        | الخامس في التصنيف العام  |

## روابط خارجية
- ديفيد بير على موقع الاتحاد الدولي للدراجات (الإنجليزية)
- ديفيد بير على موقع أرشيف الدراجات (الإنجليزية)
- ديفيد بير على موقع إحصائيات الدراجات الإحترافية (الإنجليزية)
- ديفيد بير على موقع نسبة الدراجات (الإنجليزية)